# Banditi (film)
Banditi (v anglickém originále Bandits) je americká filmová komedie z roku 2001. Režisérem filmu je Barry Levinson. Hlavní role ve filmu ztvárnili Bruce Willis, Billy Bob Thornton, Cate Blanchett, Troy Garity a January Jones.

## Ocenění
Billy Bob Thornton a Cate Blanchett byli za své role nominováni na Zlatý glóbus.

## Obsazení
| Bruce Willis             | Joe Blake          |
| Billy Bob Thornton       | Terry Collins      |
| Cate Blanchett           | Kate Wheeler       |
| Troy Garity              | Harvey Pollard     |
| Brian F. O’Byrne         | Darill Miller      |
| Stacey Travis            | Cloe Miller        |
| Bobby Slayton            | Stretch            |
| January Jones            | Claire             |
| Peggy Miley              | Mildred Kronenberg |
| William Converse-Roberts | Charles Wheeler    |
| Richard Riehle           | Lawrence Fife      |